# Fischer (cráter)

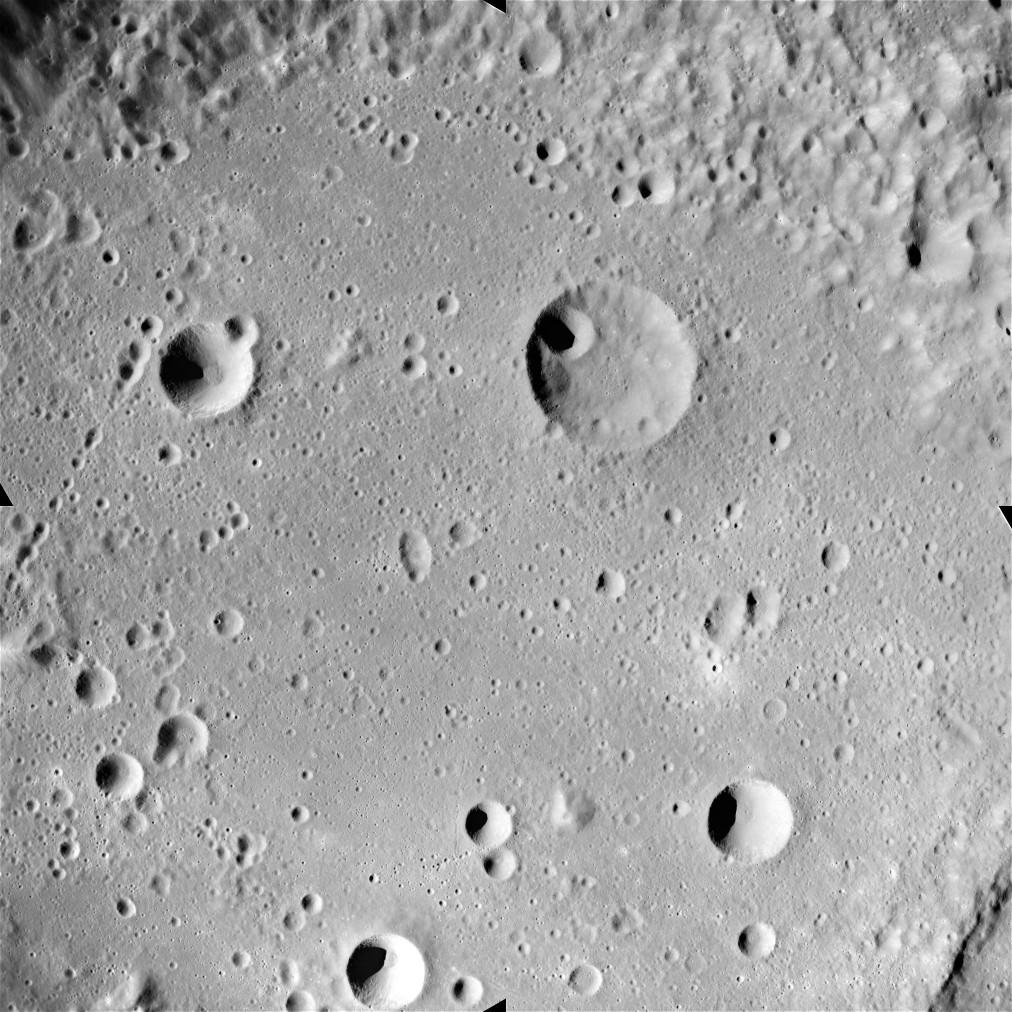
Fotografía de la misión Apolo 16

Fischer es un cráter de impacto lunar que se encuentra en la parte noreste del piso interior de la enorme llanura  amurallada del cráter Mendeleev. Se halla en la cara oculta de la Luna respecto a la Tierra, por lo que solo puede ser visto desde una nave espacial.
|  |

Este cráter posee un borde circular delgado, con un interior que tiene el mismo albedo bajo que el suelo circundante. Contiene un cráter de impacto más pequeño, junto a la pared interior del noroeste. El brocal y el suelo de Fischer muestran las marcas de varios cráteres más pequeños.